# La Boîte à sel
La Boîte à sel est une première émission de télévision humoristique et d'actualité satirique française créée et présentée par Jacques Grello, Robert Rocca et Pierre Tchernia et diffusée du 16 octobre 1955 au 5 novembre 1960 sur RTF Télévision.
Plusieurs acteurs comiques collaborèrent aux sketchs de cette émission, comme Michel Roux ou Paul Préboist, Arthur Allan, ainsi que l'actrice Dora Doll.

## Histoire
La Boîte à sel est la première émission satirique en France. Ses créateurs sabordent l’émission le 2 février 1960 pour refuser la censure au sujet de la Guerre d'Algérie.